# Stade Kamil-Ocak
Le Kamil Ocak Stadyumu (Stade de Kamil Ocak) est un stade de football situé dans la ville de Gaziantep en Turquie. Il héberge les clubs de Gaziantepspor et de Gaziantep BB. 
Le stade possède une capacité de 16 981 spectateurs. Le nom du stade provient de l'homme politique Mehmet Kamil Ocak.
Avec la construction d'un nouveau stade dans la ville, le stade Kamil-Ocak sera démoli en 2017.